# بني هلال (بلجرشي)
بني هلال  أحد القرى التابعة لبلاد غامد في الباحة بمنطقة بلجرشي بالـ المملكة العربية السعودية
مساحتها : 5 كيلو متر مربع.
عدد سكانها : 28000 نسمة تقريباً.
يحدها من الشرق قرية جبر ومن الغرب قرية الحليّة ومن الشمال الخيطان بلاد العوامر ومن الجنوب خط الجنوب الطائف ــ ابها ويوجد في الشمال شفا بني هلال المطل على عقبة بني هلال.